# Anticheta testacea
Anticheta testacea är en tvåvingeart som beskrevs av Axel Leonard Melander 1920. Anticheta testacea ingår i släktet Anticheta och familjen kärrflugor. Inga underarter finns listade i Catalogue of Life.